# Studnia w Ostrovie
Studnia w Ostrovie – drewniana studnia odkryta w 2018 w czeskiej wsi Ostrov (kraj pardubicki). Jest najstarszą zachowaną budowlą drewnianą na świecie, której wiek określono za pomocą dendrochronologii.

## Charakterystyka
Obiekt, odkryty podczas prac budowlanych nad autostradą D35, powstał w latach 5256–5255 p.n.e. (neolit) z drewna dębowego. Ma kwadratową podstawę o boku długości 80 cm i 140 cm wysokości. Składa się z czterech słupów narożnych wyposażonych w rowki, w które wprowadzono deski. Ukazuje zaawansowaną wiedzę techniczną neolitycznych cieśli, którzy dysponowali tylko prostymi kościanymi, kamiennymi i drewnianymi narzędziami.
Studnię konserwowali naukowcy z Uniwersytetu w Pardubicach w 2019, a jej dobry stan zachowania był wynikiem tego, że obiekt znajdował się pod wodą. Odsłonięcie grozi mu zniszczeniem, w związku z czym pardubiccy naukowcy opracowują właściwe metody jego utrzymania i konserwacji (np. roztworem cukru).
Jest to trzecia neolityczna studnia odkryta na terenie Czech w drugiej dekadzie XXI wieku. Wyniki badań i analiz opublikowano na łamach czasopisma Journal of Archaeological Science.

## Parametry
Parametry studni są następujące:
- średnica słupków: od 15,5–22 cm,
- długość słupków: 121–150 cm,
- szerokość rowków: 5,5–8,5 cm,
- głębokość rowków: 4,5–5,5 cm,
- długość desek: 49–58 cm,
- szerokość desek: 14–24,5 cm,
- grubość desek: 2–5,5 cm[4].